# Daniel Denton
Daniel Denton (* um 1626 in Yorkshire, England; † 1703 in New York) war ein englischer Siedler in den englischen Kolonien in Nordamerika. 1670 veröffentlichte er in London die Schrift A Brief Description of New York, eine Beschreibung der Kolonie New York.

## Leben
Denton war der Sohn des Pfarrers Richard Denton, der um 1639 mit seiner Familie nach Neuengland auswanderte und der 1644 zu den Gründern der Siedlung Hempstead auf Long Island zählte. 1659 kehrte Richard Denton nach England zurück, seine Söhne Daniel, Nathaniel, Richard und Samuel blieben in Amerika.
Daniel Denton beteiligte sich aktiv an der Politik, Verwaltung und Expansion der englischen Kolonien. Ab 1650 war er Stadtschreiber (town clerk) von Hempstead. Diese englische Siedlung lag auf dem Gebiet der niederländischen Kolonie Nieuw Nederland und blieb so im ersten englisch-niederländischen Krieg neutral. 1656 beteiligte sich Denton an der ebenfalls auf niederländischem Gebiet gelegenen Siedlung Jamaica (heute ein Teil von Queens) und wurde 1657 zu ihrem ersten Stadtschreiber ernannt. Gegen 1657 heiratete er Abigail Stevenson; aus der Ehe gingen drei Kinder hervor. Als Nieuw Nederland 1664 vollends von England annektiert wurde, nutzte Denton die politischen Umstände und erwarb mit zwei weiteren Teilhabern bei Richard Nicolls, dem ersten Gouverneur der nunmehr New York genannten englischen Kolonie, ein Land- und Siedlungspatent für einen Landstrich im heutigen New Jersey, den so genannten Elizabethtown Tract. Die in diesem Gebiet ansässigen Lenape-Indianer waren zuvor durch von den Europäern eingeschleppte Krankheiten dezimiert worden und verkauften das Land Denton und seinen vier Teilhabern (John Bayley, Luke Watson und John Ogden) für Waren und Wampums im Wert von £ 154; Denton verkaufte seinen Anteil wenig später gewinnbringend. 1665 vertrat er Jamaica in der ersten Generalversammlung der Kolonie New York; Gouverneur Richard Nicolls ernannte ihn zudem zum Friedensrichter des Nördlichen Bezirks (North Riding) des Yorkshire County auf Long Island.
1670 reiste er nach London, wo er seine Schrift A Brief Description of New York veröffentlichte. Nach seiner Rückkehr stellte er fest, dass seine Frau ehebrüchig geworden war und erwirkte vor Gericht eine Scheidung – ein für diese Zeit ungewöhnlicher Vorgang. Denton ließ sich zunächst in Piscataway, New Jersey, nieder und wurde 1674 Lehrer in Springfield, Massachusetts. 1676 heiratete er erneut; aus dieser zweiten Ehe gingen sechs weitere Kinder hervor. 1684 kehrte er nach Long Island zurück und wurde wiederum Stadtschreiber von Jamaica, 1689 wurde er zum county clerk des Queens County ernannt. Denton starb vermutlich um 1703 auf Long Island.

## A Brief Description of New York
1670 erschien während Dentons Englandaufenthalt das 25-seitige Pamphlet A Brief Description of New-York: Formerly Called New-Netherlands, eine der ersten englischsprachigen Beschreibungen der Geografie, Einwohner, Flora und Fauna der neuen englischen Kolonie New York. Das Werk lässt sich der promotion literature („Werbeliteratur“) zurechnen, also den Schriften, mit denen englische Siedler in die Kolonien in Nordamerika gelockt werden sollten. Da die verschiedenen Kolonien untereinander im Wettbewerb um Auswanderungswillige standen, galt es dabei die Vorzüge der jeweils eigenen Kolonie hervorzuheben; Dentons Schrift ist die erste und bekannteste derjenigen, die für New York warben.
Ein Gutteil der Schrift behandelt die Vorzüge der bereits besiedelten Regionen New Yorks, also die Inseln Manhattan, Staten Island und Long Island. Anders als weiter im Westen (also etwa in Virginia) sei das Klima hier dem in England vergleichbar, der Auswanderer habe also keine wetterbedingte Veränderung seines Gemüts (seasoning) zu befürchten, auch würden Fieber verursachende Bodenausdünstungen (Miasma), wie es sie in anderen Kolonien gebe, durch eine stete frische Brise vertrieben, so dass sich die Kolonisten in New York einer robusten Gesundheit erfreuten. Auch sei New York reich mit fruchtbaren Böden, ergiebigen Wäldern, reichlich Wild, Vögeln und Fischen gesegnet, zudem böten die Gegebenheiten der Küste ortskundigen Schiffen gute Häfen, aber auch natürlichen Schutz gegen etwaige Angreifer zur See.
Der Mittelteil der Schrift behandelt die Indianer New Yorks und gibt eine teils durchaus modern-anthropologisch anmutende Beschreibung ihrer Religion und Bräuche – so beschreibt Denton etwa ausführlich ihr Namenstabu. Im Allgemeinen seien die Indianer friedvoll im Umgang sowohl untereinander als auch gegenüber den Engländern. Zwar habe es in der Vergangenheit durchaus kriegerische Auseinandersetzungen gegeben, doch sei dies eher auf die Unfähigkeit der Niederländer im Umgang mit den Indianern zurückzuführen. Zudem scheint es, so Denton, als sei die göttliche Vorsehung auf Seiten der Engländer, denn „es wurde allgemein beobachtet, dass bei Ankunft der englischen Siedler Gottes Hand ihnen den Weg frei machte, indem Er die Indianer dahinraffte, entweder durch Kriege untereinander oder durch verheerende tödliche Krankheiten“ (To say something of the Indians, there is now but few upon the Island, and those few no ways hurtful but rather serviceable to the English, and it is to be admired, how strangely they have decreast by the Hand of God, since the English first setling of those parts; for since my time, where there were six towns, they are reduced to two small Villages, and it hath been generally observed, that where the English come to setle, a Divine Hand makes way for them, by removing or cutting off the Indians, either by Wars one with the other, or by some raging mortal Disease.).
Die letzten Seiten der Brief Description wenden sich direkt an auswanderungswillige Engländer, auch und insbesondere mittellose. Wortreich malt Denton die Möglichkeiten aus, die Siedler in der Neuen Welt erwarten, und bemüht dabei auch eine biblische Trope, die sich auch häufig in der Puritanerliteratur Neuenglands findet und bis heute den amerikanischen Exzeptionalismus prägt, die Vorstellung von Amerika als neuem Gelobtem Land: „Wenn es ein irdisches Kanaan gibt, so ist es sicherlich hier, ein Land, darin Milch und Honig fließt“ (That I must needs say, that if there be any terrestrial Canaan, 'tis surely here, where the Land floweth with milk and honey.).